# Ежемуха рыжая
Ежемуха рыжая, или ежемуха свирепая (лат. Tachina fera) — вид тахин подсемейства Tachininae.

## Распространение
Этот вид можно найти во всей Палеарктической области, по всей Европе, вплоть до Скандинавии и европейской части России. Он также присутствует в Израиле и Северной Азии, на востоке Китая, Монголии, Кореи и Японии, а также в Северной Африке.

## Описание
Tachina fera может достигать длины 9—14 миллиметров, с размахом крыльев 16—27 мм. У этих тахинидов верхняя сторона груди сероватая из-за густого покрытия правильными чёрными полосами. Брюшко жёлто-оранжевое с широкой чёрной полосой на спине, оканчивающейся точкой. Они покрыты щетинками на груди и брюшке, особенно к кончику, где у них длинные торчащие шиповидные чёрные щетинки. Рядом с грудной клеткой есть оранжево-красная и блестящая «шишка», называемая заднещитиком, с тонким чёрным краем. Голова желтоватого цвета, с длинными усиками, второй членик которых жёлтый, а третий, намного короче, чёрный. На затылке видны желтоватые волосы, а большие сложные глаза красного цвета. Размер глаз по отношению к голове зависит от пола. Щупики ротового аппарата длинные, тонкие, нитевидные. Крылья слегка желтоватые, имеют коричневато-жёлтые прожилки и жёлто-коричневые у основания. Ноги преимущественно желтоватые, но у самца обычно тёмные с жёлтым кончиком.
Этот вид очень похож на Tachina magnicornis, он немного мельче, имеет медиальную спинную полосу, образующую ромбы и не заканчивающуюся заострением.

## Биология
В году бывает два поколения этих насекомых. Взрослых можно увидеть с конца апреля до конца июня и с середины июля до середины октября. Они питаются нектаром и пыльцой цветов, особенно Asteraceae (Cirsium arvense) и Apiaceae (Heracleum sphondylium). Самки откладывают яйца, как осы-паразиты, не в гусеницу, а на листья потенциального пищевого растения гусениц-хозяев. Когда яйца вылупляются, молодые личинки проникают в тело гусениц (одна личинка на гусеницу) и поедают их изнутри, то есть личинки являются паразитоидами гусениц. Главным образом они поражают гусениц из семейств Noctuidae и Lymantriidae. В Великобритании поражаемые виды включают Ceramica pisi, Cosmia trapezina, Orthosia cruda и Orthosia cerasi. Они также паразитируют на гусеницах непарного шелкопряда (Lymantria dispar), монашенки (Lymantria monacha) и сосновой совки (Panolis flammea). Окукливание происходит вне хозяина в почвенной подстилке. Примерно через две недели появятся взрослые мухи. Этот вид имеет потенциальное экономическое значение для борьбы с лесными вредителями.